# Cedric Scott
Cedric Scott (* auf den Bahamas) ist ein bahamaischer Schauspieler und Filmproduzent.

## Leben
Scott wurde auf den Bahamas als Sohn von John Louis Scott und LaGloria Mackey-Scott geboren. Im Alter von zwei Jahren verstarb seine Mutter. Danach wuchs er mit seiner Schwester bei ihrer Großmutter in Nassau auf. Er verließ die Bahamas in seinen späten Teenagerjahren, um in den USA zu studieren. Nach einem erfolgreichen Studium an der American Academy of Dramatic Arts in New York City erwarb er seinen Master of Fine Arts an der University of Georgia. Nach seiner Studienzeit zog er ins Vereinigte Königreich und spielte in Theaterstücken unter anderen geschrieben von William Shakespeare mit. In den 1970er Jahren zog er wieder zurück in die USA.
Dort spielte er in Filmproduktionen wie Eine Hochzeit, Der weiße Hai – Die Abrechnung oder Ghost Dad – Nachricht von Papa mit; in letzteren Film übernahm er zusätzlich Tätigkeiten in der Filmproduktion. Während dieser Zeit war er stellvertretender Direktor der American Academy of Dramatic Arts. 2011 verkörperte er im Katastrophenfilm Eiszeit – New York 2012 die Rolle des Senator Hopper.
2003 war er Produzent des Kurzfilmes Hope, der auf mehreren Filmfestivals wie dem Hollywood Black Film Festival oder dem Dances With Films Festival gezeigt wurde.
Er ist selbstständig mit der Produktionsfirma Mary Ann-LaGlo Productions. Mit seiner Frau Yuki Morita-Scott ist er Vater von drei Töchtern. Seit 2014 ist er Honorarkonsul der Bahamas.

## Filmografie (Auswahl)

### Schauspiel
- 1974: Salty (Fernsehserie, Episode 1x04)
- 1975: Drehn wir noch’n Ding (Let’s Do It Again)
- 1976: Willkommen in Los Angeles (Welcome to L.A.)
- 1977: Fantasy Island (Fernsehserie, Episode 1x01)
- 1977: Starsky & Hutch (Starsky & Hutch, Fernsehserie, Episode 2x16)
- 1978: Eine Hochzeit (A Wedding)
- 1987: Der weiße Hai – Die Abrechnung (Jaws: The Revenge)
- 1990: Ghost Dad – Nachricht von Papa (Ghost Dad)
- 2011: Eiszeit – New York 2012 (2012: Ice Age)
- 2013: Castle (Fernsehserie, Episode 6x02)
- 2015: Bound – Gefangen im Netz der Begierde (Bound)

### Produktion
- 1985: Fast Forward – Sie kannten nur ein Ziel (Fast Forward)
- 1990: Ghost Dad – Nachricht von Papa (Ghost Dad)
- 1997: Mandela und de Klerk – Zeitenwende (Mandela and de Klerk, Fernsehfilm)
- 1998: Ein besseres Leben (Mandela and de Klerk, Fernsehfilm)
- 2003: Hope (Kurzfilm)